# Will Genia
Sanchez William Genia (17. ledna 1988, Port Moresby) je australský ragbista, který hraje jako mlýnová spojka. Je hráčem japonského klubu Hanazono Kintetsu Liners. V roce 2011 byl v nominaci na nejlepšího ragbistu světa.
Za Austrálii odehrál v letech 2009 až 2019 sto deset zápasů a připsal si 90 bodů. Je desátým australským hráčem, co zvládl nastoupit aspoň do 100 reprezentačních zápasů. Pomohl své zemi k 2. místu na MS 2015. Ve stejném roce a v 2011 se stal vítězem Rugby Championship (Do roku 2011 to byl Pohár 3 národů, protože ho nehrála Argentina). V letech 2011 až 2013 byl kapitánem Austrálie. V roce 2011 se stal vítězem Super Rugby s Queensland Reds. V červnu 2024 se stal australským občanem.